# Wherever I May Roam
Wherever I May Roam är en låt av thrash/heavy metalbandet Metallica. Låten finns på The Black Album från 1991 och släpptes 1992 även som singel.

## Låtlista
1. "Wherever I May Roam"
2. "Fade to Black (Live)"
3. "Wherever I May Roam (Demo)"

## Listplaceringar
| Lista                     | Position |
| ------------------------- | -------- |
| Australiska singellistan  | 14       |
| Franska singellistan      | 28       |
| Nederländska singellistan | 22       |
| Norska singellistan       | 2        |
| Svenska singellistan      | 28       |